# Blanktjärnen (Orsa socken, Dalarna, 681313-142900)
Blanktjärnen är en sjö i Orsa kommun i Dalarna och ingår i Dalälvens huvudavrinningsområde.